# Albert Kamehameha
Titre
Prince héritier d'Hawaï
20 mai 1858 – 27 août 1862
(4 ans, 3 mois et 7 jours)
Albert Kamehameha, né le 20 mai 1858 à Honolulu (Hawaï) où il est mort le 27 août 1862, est un prince royal hawaïen et héritier du royaume d'Hawaï en tant que fils unique du roi Kamehameha IV et de son épouse la reine Emma, de sa naissance à sa mort. Il était également le filleul de la reine Victoria du Royaume-Uni.

## Biographie

### Naissance et famille

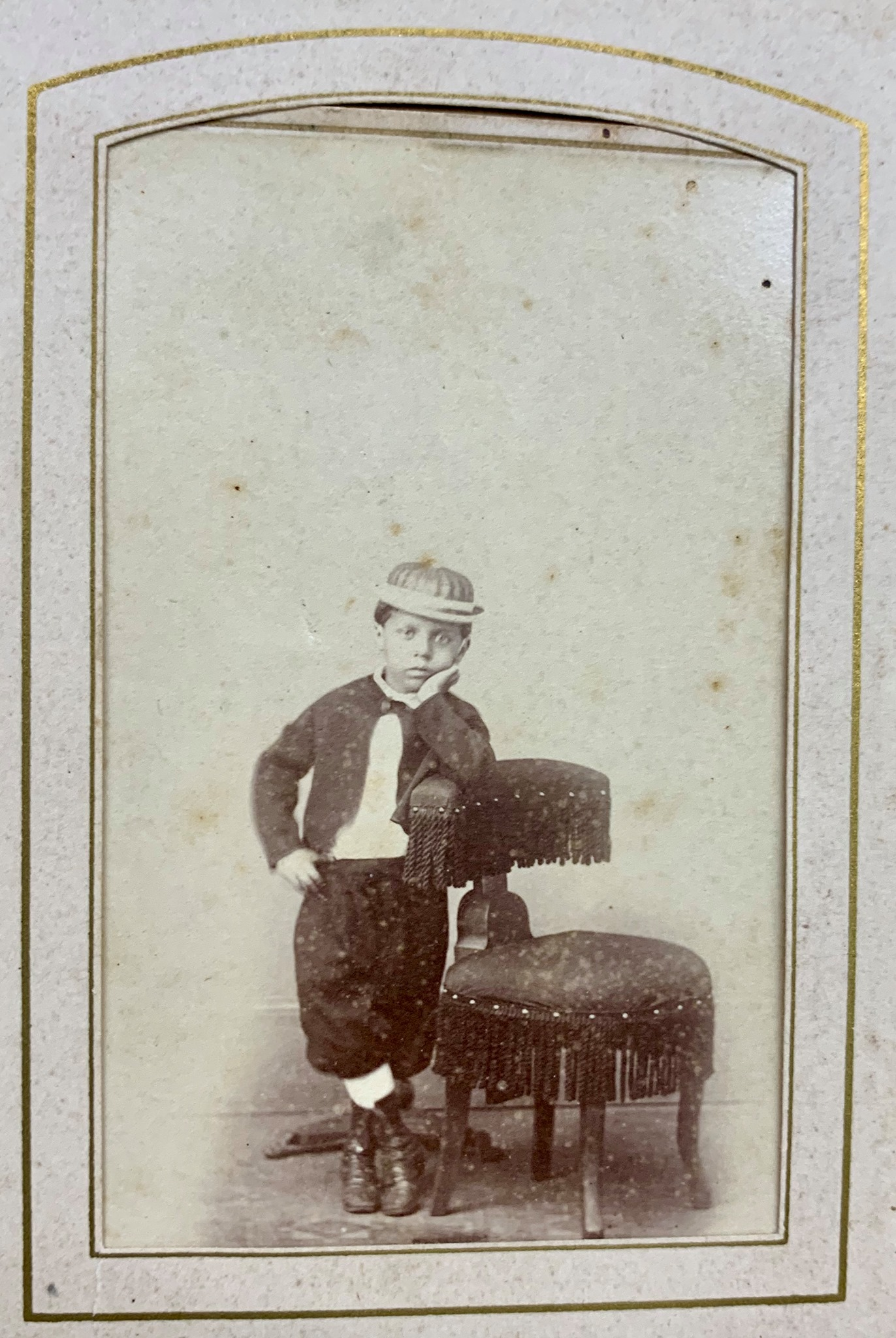
Photographie du prince Albert Kamehameha.

Le prince Albert est né le 20 mai 1858, dans la résidence d'Ihikapukalani que son père, le roi Kamehameha IV, avait fait construire pour sa mère, la reine Emma. La résidence, curieusement, avait deux noms ; le côté makai était connu sous le nom de Kauluhinano et le côté mauka était connu sous le nom d'Ihikapukalani. Titré prince héritier du trône du royaume d'Hawaï le jour de sa naissance, il reçoit directement l'appellation de « Son Altesse Royale le prince d'Hawaï ». Adoré par ses parents et par le peuple hawaïen, il était affectueusement connu sous le surnom de Ka Haku O Hawai'i ("le Seigneur d'Hawai'i") et était considéré comme le dernier espoir de la Dynastie Kamehameha. Sa naissance a été célébrée pendant de nombreux jours non seulement à Honolulu, mais dans toutes les îles du royaume. Il était le premier enfant à naître d'un monarque hawaïen régnant depuis près de vingt ans, soit depuis la naissance du prince Keaweaweʻulaokalani en 1842, dernier fils de Kamehameha III.
À sa naissance, il a été nommé Albert Edward en l'honneur du prince de Galles, Albert Edward, futur roi Édouard VII du Royaume-Uni. Malgré les grandes différences entre leurs royaumes, la reine Emma et la reine Victoria échangeaient des lettres et devenaient des amies proches. C'est ainsi que la souveraine britannique accepta d'être la marraine du petit prince héritier hawaïen. Son deuxième prénom, Kamehameha, faisait bien entendu référence à son arrière-grand-père, le premier roi d'Hawaï, Kamehameha Ier.

### Mort et conséquences

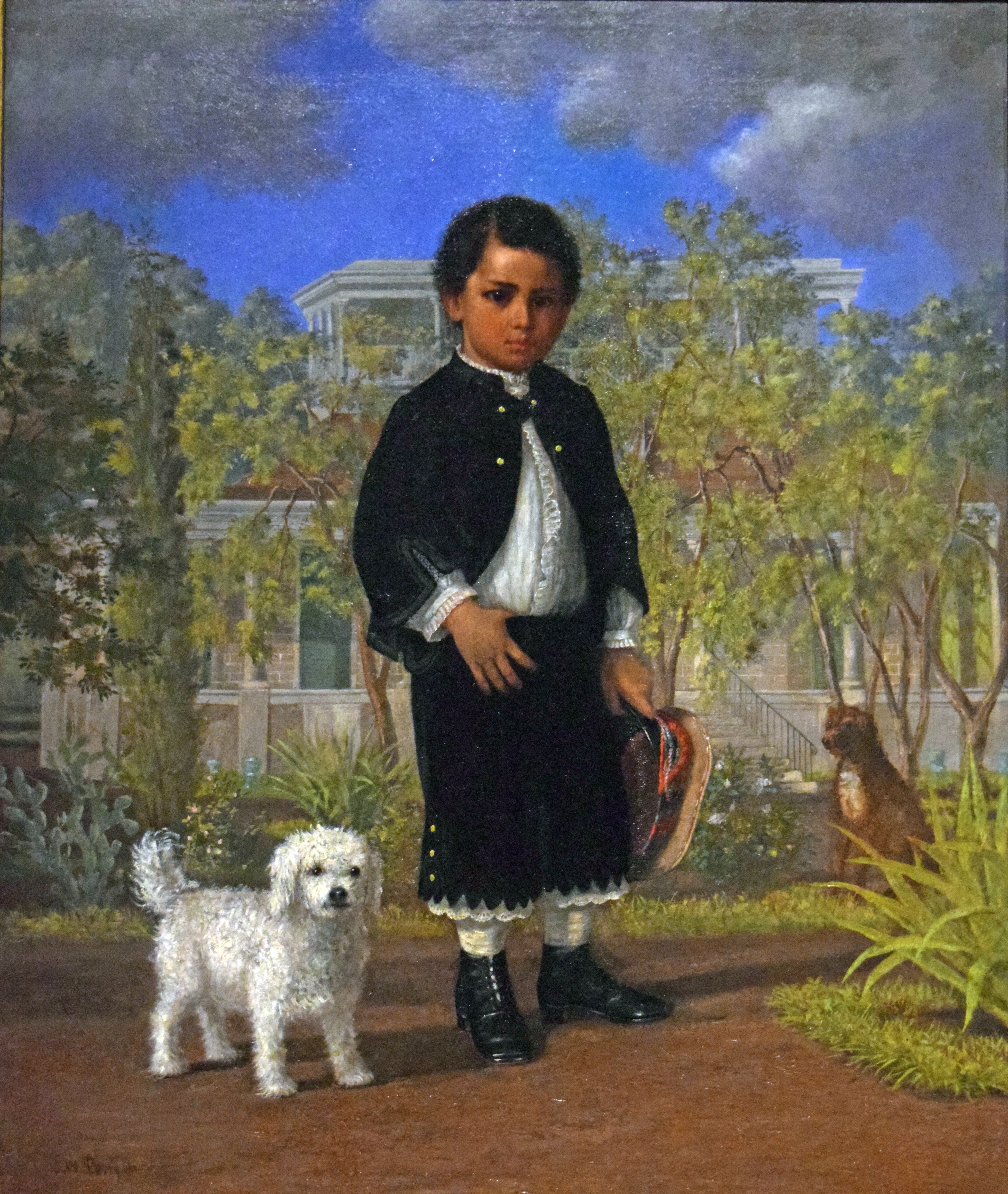
Portrait posthume du prince Albert Kamehameha, réalisé en 1865.

En août 1862, le prince, habituellement serein, devint agité et son état de santé s'aggrava progressivement. Les journaux de l'époque rapportaient la maladie sous le nom de « fièvre cérébrale », désormais connue sous le nom de méningite. Écrivant beaucoup plus tard, la reine Liliʻuokalani a reproché au roi d'avoir mis l'enfant sous un robinet d'eau froide en guise de punition pour avoir fait une crise de colère. Les parents ont pris la fièvre pour une insolation. Un historien de la médecine moderne et médecin d'Honolulu a analysé les causes possibles de la mort d'Albert. Ils ont conclu que le prince était probablement mort d'un cas d'appendicite. Les médecins locaux et britanniques ne connaissaient pas la cause ni le traitement de sa maladie.
Alors que l'état du prince déclinait, Kamehameha IV et la reine Emma firent une demande personnelle à la reine Victoria afin d'envoyer un évêque de l'Église anglicane pour baptiser le prince. Ils ont également demandé à la reine Victoria d'être sa marraine. La reine consentit aux deux demandes et envoya comme cadeau de baptême une coupe en argent élaborée, d'environ trois pieds de haut. L'évêque Thomas Nettleship Staley a été envoyé mais n'arrivera qu'en octobre. Alors que le prince devenait de plus en plus alité, il est baptisé le 23 août.
Le jeune prince meurt le 27 août 1862 à l'âge de 4 ans. Le roi pensait qu'il était responsable de la mort du prince parce qu'il lui avait donné une douche froide pour le refroidir. Son état de santé s'est aggravé et le prince est décédé. La cause de la mort du prince est inconnue : à l'époque, on croyait qu'il s'agissait d'une « fièvre cérébrale » ou méningite.
La mort du prince Albert entraîne la chute de la dynastie de Kamehameha. Il sera suivi d'une série de décès successifs au sein de la famille royale qui conduiront à une véritable crise de succession puis à l'extinction de la branche descendante du roi Kamehameha Ier au profit d'une branche cadette représentée par David Kalākaua.